# Дюпре, Анри Луи
Анри Луи Дюпре (фр. Henri-Louis Dupray; 3 ноября 1841[…], Седан — 17 апреля 1909, XV округ Парижа) — французский художник-баталист. На рубеже XIX и XX веков, согласно оценке дореволюционной российской энциклопедии Брокгауза и Ефрона, был одним из ведущих баталистов Франции.

## Биография

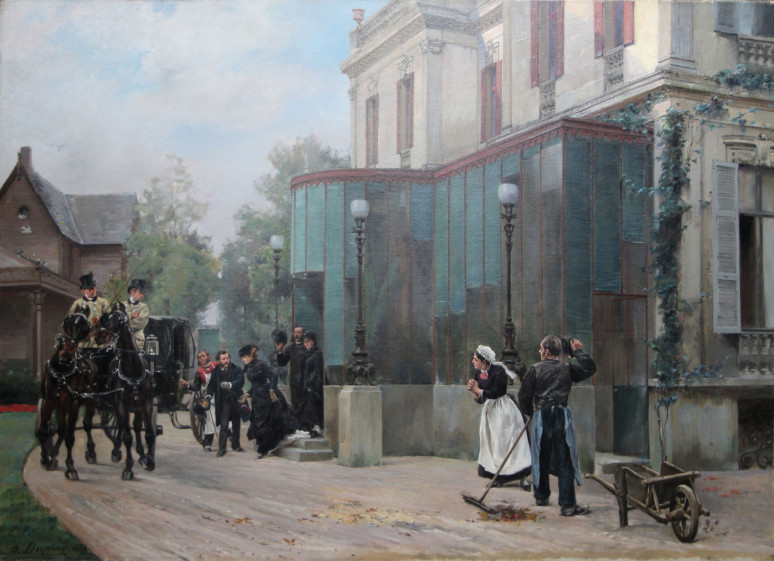
«Императрица Евгения в 1870 году тайком покидает Париж после провозглашения республики» (1884)

Родился в 1841 году в Седане. В юности мечтал о военной карьере, но сильно разбился в результате падения с лошади и вынужден был отказаться от идеи поступить на военную службу. Заинтересовавшись батальной живописью, уехал в Париж, где учился в Высшей школе изящных искусств у Леона Конье и Изидора Пильса.
С 1863 года регулярно выставлялся на Парижском салоне; в 1878 году стал кавалером ордена Почётного легиона.
Помимо картин маслом, Дюпре выполнил большое число офортов. Его рисунки несколько раз появлялись на страницах журнала «Le Courrier français», кроме того, он создавал иллюстрации для книг таких авторов, как Альфред де Виньи и Виктор Гюго.
Художник скончался в 1909 году в Париже.

## ОценкаЭСБЕ
Согласно статье профессора-искусствоведа А. И. Сомова (отца художника К. А. Сомова) в Энциклопедии Брокгауза и Ефрона:

Первые картины, выставленные им, не имели большого успеха, и только Франко-прусская война, давшая ему возможность близко изучить солдата и боевую жизнь, выдвинула его из среды французских живописцев. Главные качества его таланта — редкая наблюдательность, уменье прекрасно выбирать и компоновать изображаемые сцены, иногда с оттенком юмора, свободное и тонкое исполнение; особенно хорошо пишет он лошадей.— ЭСБЕ

## Галерея

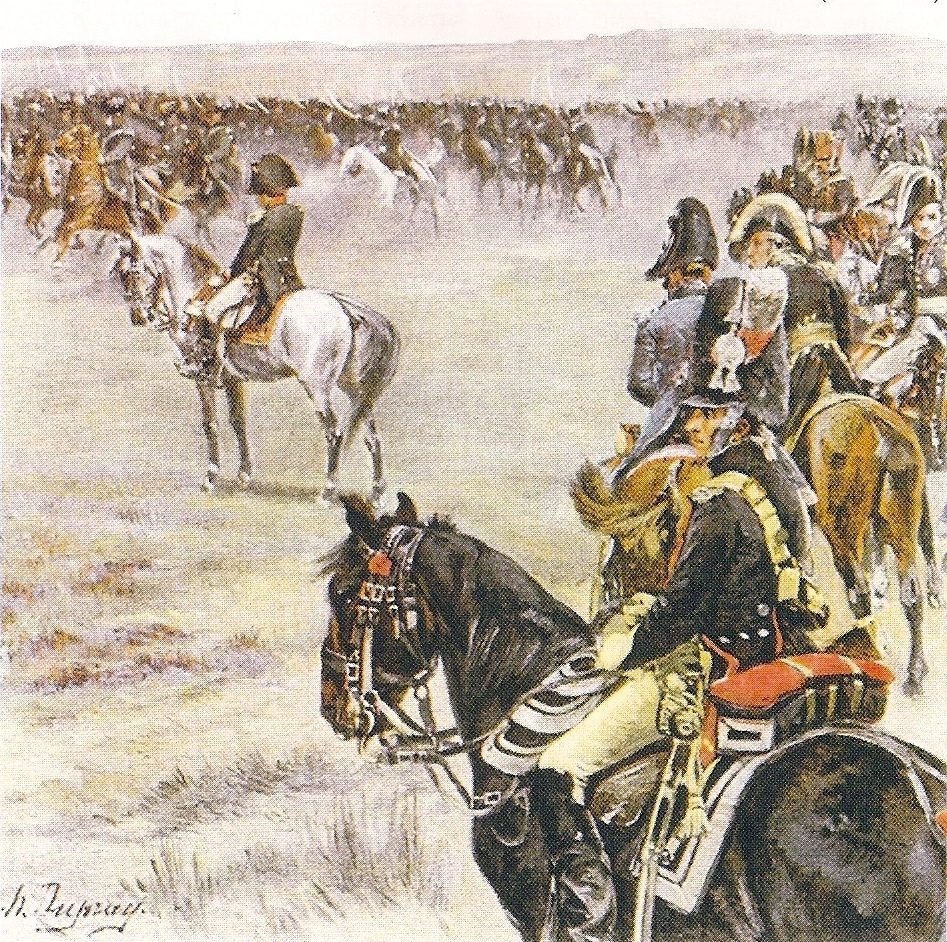
Наполеон при Ваграме
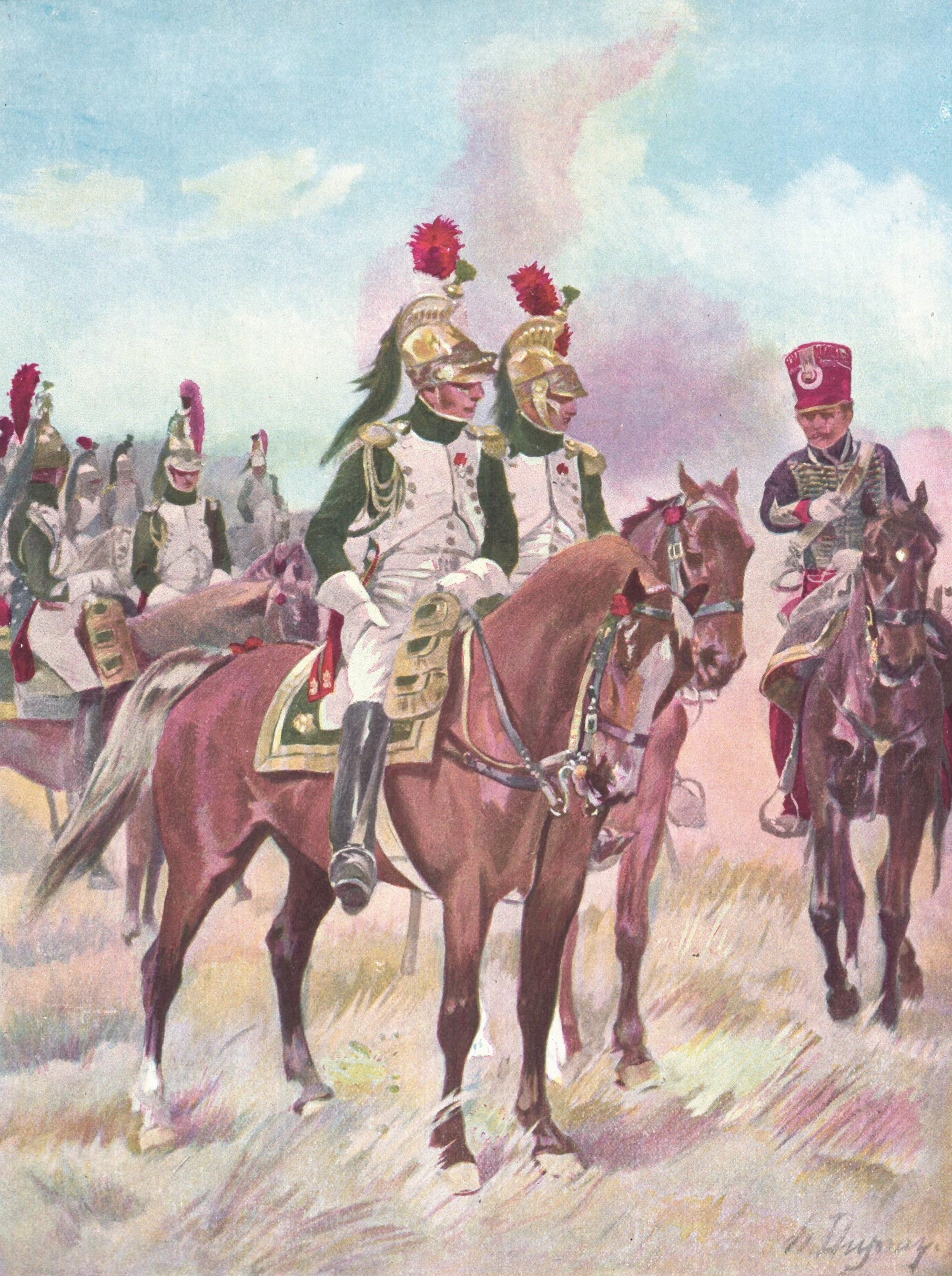
Драгуны наполеоновской гвардии перед битвой
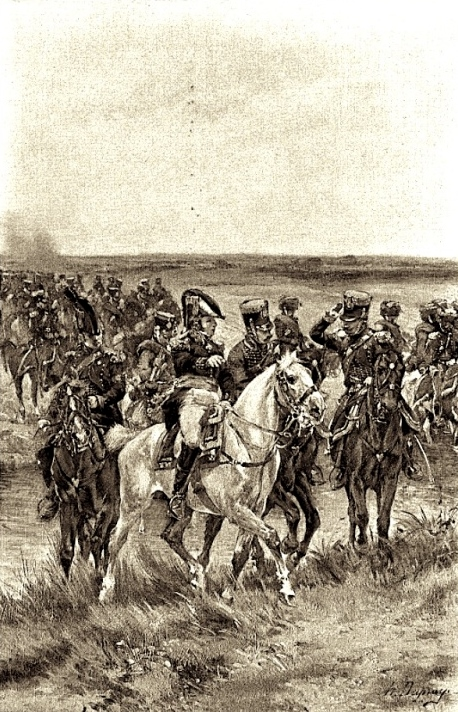
Маршал Даву со штабом
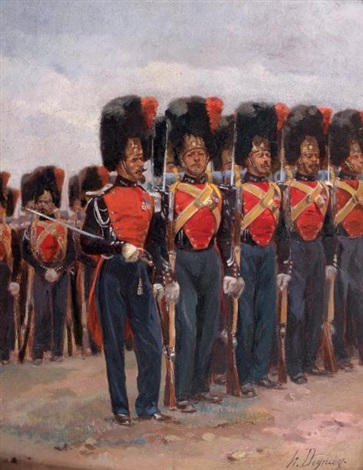
Гренадеры французской гвардии эпохи Второй империи